# Nova vas nad Dragonjo
Nova vas nad Dragonjo (italijansko Villanova di Pirano) je naselje v Slovenski Istri, ki upravno spada pod Občino Piran.
Razložena vas z gručastim jedrom in zaselki na jugozahodnem koncu Šavrinskega gričevja se nahaja na ozkem pomolu na robu slemena, ki se na zahodu strmo spušča v dolino potoka Drnice in na jugu v dolino reke Dragonje. Na jugozahodnem pobočju sta pod temenom slemena zaselka Čehuti in Kortine, nad vasjo pa Burji.  

## Etimologija
Vas so v novejše zgodovinske listine, v zemljevide in razne opise, večinoma vpisovali z italijanskim  imenom »Villanova di Pirano«. Ker je bilo v Istri in Sloveniji več krajev z istim imenom, so vasi v povojnem obdobju zaradi razločevanja dodali še opisni pridevnik »nad Dragonjo«.

## Kratka zgodovina Istre
V 2. polovici 8. stoletja je Istra prešla izpod bizantinske pod frankovsko oblast. Leta 840 je bila Istra priključena k Italskemu kraljestvu, leta 952 kot del Furlanske marke vključena v Nemško cesarstvo, po letu 1209 je imel položaj istrskega mejnega grofa oglejski patriarh. Že od sedemdesetih let 9. stoletja so istrska mesta občasno občutila vpliv Benetk, vendar so se kljub temu, vključno s Piranom, še samostojno razvijala in oblikovala lastno upravo in zakonodajo. Piran je leta 1283 moral sprejeti oblast Benetk, ki je trajala vse do propada republike leta 1797. 
Po propadu je Istra za kratek čas spadala pod Napoleonovo Francijo. Od leta 1797 do leta 1813 so si Francozi in Avstrijci podajali celotno ozemlje Istre.
Po Napoleonovem porazu v Rusiji in pri Waterloo-ju je Istra po določbah Dunajskega kongresa ostala pod avstrijsko nadoblastjo. Z razpadom Avstro-Ogrske ob koncu prve svetovne vojne leta 1918 in po podpisu mirovne pogodbe v Rapallu novembra 1920, ter med 2. svetovno vojno je bila Istra v okviru Italije, po vojni, med letoma 1945 in 1954 pa je bila severni del Istre do reke Mirne del cone B Svobodnega tržaškega ozemlja. 
Angloameričani so upravljali njegov severni del (cono A), ki je obsegala Trst z okolico in železniško progo Trst-Gorica. Cona B, ki je obsegala severni del Istre do reke Mirne, je bila pod jugoslovansko vojaško upravo. Z londonskim memorandumom iz leta 1954 je STO prenehalo obstajati, cona B pa je bila priključena Jugoslaviji. Dokončno je bila meja med Italijo in Jugoslavijo potrjena z osimskim sporazumom, ki sta ga podpisali Socialistična federativna republika Jugoslavija in Republika Italija 10. novembra 1975 v italijanskem mestu Osimo.

### Zgodovina Nove vasi
Prva pisna omemba Nove vasi naj bi po nekaterih zgodovinskih virih segala v leto 1028, ko naj bi vas z ozemljem vred rimsko-nemški cesar Konrad II. podaril puljskim škofom. Kot Villa Noua se večkrat omenja tudi v seznamu vasi v koprskih statutih in je bila vrisana tudi na zemljevidu Istre, ki ga je leta 1525 izdelal izolan Pietro Coppo. Z imenoma Villa Noua ali Villa Nuova se vas v zgodovinskih virih omenja že od leta 1300 dalje. Po ustnem izročilu naj bi prvotna vas ležala nekoliko južneje od današnje, o čemer naj bi pričale tudi nekatere arheološke najdbe.  Vas, ki je v zgodovini spadala pod piransko občino, so imele v fevdu koprske plemiške družine Sabini, Vergerio in Grisoni. Vas je po kugi, ki je v letih 1630-1631 morila po Istri, popolnoma opustela, zato je beneška oblast tukaj naselila nekaj družin iz Dalmacije.
V svoji knjigi »Cerkveni krajepis«, ki je izšla leta 1700, koprski škof Paolo Naldini  opisuje vas kot Vilo novo, imenovano tudi Valmorasina. Že v časov stare Avstrije in fašistične Italije je izpričano, da je bila vas povsem slovenska, po zapisu v krkavški župnijski kroniki tudi edina vas, kjer se nikoli ni prepevalo italijansko, najmanj pa v cerkvi. Med drugo svetovno vojno so Nemci iz vasi na Kaldanijo odpeljali pet  mladih fantov in jih tam ustrelili kot talce. Padlim žrtvam nacizma v spomin so domačini na vaškem pokopališču postavili spomenik z nagrobnimi napisi.

## Nova vas danes
Kmetijstvo, vinogradništvo in oljkarstvo niso več glavne zaposlitvene panoge, saj so danes v ospredju druge storitvene in gospodarske dejavnosti, večina prebivalcev je zaposlenih v obalnih mestih. Izseljevanje se je ustavilo, saj ima vas urejene življenjske razmere in osnovno infrastrukturo.
Povojno obdobje je v vas prineslo veliko novosti tudi v stavbarstvo. Hiše, ki so bile tradicionalno grajene iz istrskega kamna, so bile po vojni večinoma obnovljene. Mnogi deli stavbne opreme so začeli izginjati, tako ni več ohranjenih veliko ognjišč. Skoraj izginile so tradicionalne skrinje, stare omare, orodja in posode. Pobočje pod vasjo je še danes obdelano z vinogradi in ponekod poraščeno z oljkami, v vasi delujejo tudi tri oljarne za oljčno olje ali po domače torklje, zato je tudi Nova vas vključena v »Oljčno pot« po Slovenski Istri. Obnovljen je star vodni vir »Studenec«, ki je bil zgrajen leta 1874.

## Vaška cerkev in zvonik
V enem od dokumentov, ki se hranijo v Piranskem arhivu, se Marijina cerkev v Novi vasi omenja že leta 1470. V vizitacijskem poročilu iz leta 1579 veronski škof Agostino Valeri navaja cerkev S. Maria della Villa Morta, kar daje slutiti, da je bila vas po kugi opustela. Cerkev so 17. maja 1665 preimenovali in posvetili Rožnovenski Materi Božji, tudi škof Naldini je zapisal, da je vas strnjena okoli cerkve Presvetega rožnega venca z dvojnim oltarjem. V drugi polovici 18. stoletja je vas imela tudi svojega duhovnika – kaplana, ki je izpričan kot Don Giorgio Zajaz di Villanova. Nadomeščal naj bi župnika v Novi vasi in Padni pri nujnih verskih opravilih (verouk, pogrebi), imel pa je tudi škofova pooblastila za oddajanje cerkvenega zemljišča v najem. Preživljal se je zgolj iz deleža sredstev, pridobljenega od najemnin. 
Leta 1763 so cerkev podaljšali, naredili pevski kor, gotski prezbiterij so delno porušili in cerkev v celoti nadzidali, takšno podobo pa je cerkev ohranila vse do danes. V prvi polovici 19. stoletja so odstranili lesena oltarja in postavili le en kamniti oltar z marmornima stebroma, s korintskimi kapitlji. Ob straneh in nad atiko so oltar ušesasto zaključili z lesenimi elementi. 
Leta 1896 so vaščani pod vodstvom župana Mihaela Gorela in s pomočjo občine Piran, pri cerkvi zgradili mogočen samostoječi zvonik, visok 26,5 m, za katerega je načrte izdelal piranski arhitekt Giuseppe Moso. Na vrh zvonika so postavili kamnit kip sv. Jožefa. Ustno ljudsko izročilo pravi, da so novovaščani gradnjo zvonika financirali s prodajo česna.

## Vaški muzej »Hiša od Kapeloca«

### Stavbna zasnova
Hiša se nahaja ob glavni vaški ulici, vpeta je v stavbni niz, ki poteka v smeri približno vzhod-zahod. O nastanku in razvoju objekta ni podatkov, domneva se, da stavbna zasnova sega v 15., morda celo  v 14. stoletje. 
Po načinu gradnje je moč sklepati, da je bil objekt prvotno pritličen, kasneje nadzidan v prvo nadstropje z nizkim podstrešjem in šele v končni fazi je bilo dodano še drugo nadstropje. Hiša je enocelična, obodna, s tlorisom nepravilnega pravokotnika. Zaradi strmega terena je spodnja etaža s severne strani vkopana v teren. Vhod v kletno etažo (stari vhod v hišo) je iz dvorišča na južni strani, od leta 1948 pa v stanovanjski del vodi vhod iz severne, ulične strani. Ohranjen je tudi tradicionalni prizidek za ognjišče, spahnjenka oz. kavada, iz časov nadzidave na začetku 19. stoletja. Stavbni razvoj se je zaključil v obdobju med obema vojnama ali najkasneje sredi 20. stoletja. Socialne razmere lastnice so doprinesle k dejstvu, da se hiša po letu 1948 ni več spreminjala. V letu 2005 je bila v celoti obnovljena in namenjena za oglede.

### Stavbna oprema in etnografska zbirka
Največja kvaliteta hiše je povsem ohranjena notranjost, z vso stanovanjsko opremo in predmeti vsakdanje rabe, ki pa izhajajo iz različnih časovnih obdobij in predstavljajo pravo etnografsko zbirko. Zadnja lastnica Ana Gazič (Ančka Kapeluca), je hišo uporabljala vse do svoje smrti leta 1987, zato so hišo poimenovali po njej.

## Kulturni dom »Zmaga«
Vaški kal oz. lokev, ki je v preteklosti služila za napajanje živine, so v petdesetih letih preteklega stoletja zasuli in na tem mestu leta 1953 zgradili dom kulture »Zmaga«. Notranjost doma krasijo poslikave domačina Emila Gaziča, ki prikazujejo kmečka opravila, vas in njene prebivalce.

## Šolstvo
Šolstvo v Novi vasi je na začetku potekalo v italijanskem jeziku.

## Gospodarske dejavnosti nekoč
V preteklosti so prebivalci Nove vasi ukvarjali s poljedelstvom in živinorejo, nekateri pa tudi z obrtjo. Pridelovali so oljčno olje, gojili vinsko trto, sadno drevje, zgodnjo zelenjavo in razne poljščine, posebej je bila vas znana po pridelavi česna. 
Nekateri vaščani še vedno pridelujejo oljčno olje, zaradi novejših metod je sedanji pridelek večji, vendar kot zmeraj včasih negotov.
Vaščani, posebej ženske so s plinjerji, širokimi pletenimi košarami iz vrbe, so nekoč veliko odhajali v obalna mesta, kjer so prodajali in  izmenjevali pridelke.  
Kmetje so včasih njive obdelovali ročno in z boškarini (istrsko govedo), danes pa to delo opravljajo z motornimi frezami (prekopalniki). Žito kmetje še danes sejejo ročno, ker je tako lažje, zaradi razdrobljenih obdelovalnih površin. S kombajni in kosilnicami so skoraj v celoti zamenjali ročno žetev s srpom in košnjo s koso. Nekoč so gojili predvsem govedo, svinje, konje in osle, pa tudi perutnino. Govedo in osle so vpregali v vozove, krave pa so jim služile za pridobivanje mleka. Ženske se niso ukvarjale z obrtjo. Večinoma so le nosile pridelke in jih prodajale, skrbele so za dom ter pazile na otroke.

## Ljudski običaji

### Glasba, petje in ples
V Novi vasi so poznali dve vrsti godcev. Glasbenikov (muzikarjev), ki so igrali na pihala, je bilo več, zingarji, ki jih je bilo običajno pet, so igrali na godala. Takšni godci so večinoma igrali na plesih, ob cerkvenih procesijah (šagrah), pa tudi ob pogrebih. 
Zelo razširjeno je bilo tudi petje, saj so fantje vsako soboto hodili po vasi in prepevali pozno v noč. Znanih je tudi veliko tradicionalnih plesov. Do danes so se ohranili dopaši, šepetaši, valček, polka in špicpolka. Zanimivo je, da je tango vedno veljal za pohujšljiv ples in ga niso dovolili gledati otrokom.

## Vaški prazniki
- Šagra na god sv. Jožefa, vaškega zavetnika, 19. februarja
- Veliki šmaren (Marija Velika) 15. avgust
- Sv. Rok 16. avgust
- Rožnovenska Mati Božja (cerkvena zavetnica) - Bela nedelja, prvo nedeljo v oktobru

### Kulturne prireditve
- Od leta 2012 lokalna krajevna skupnost na drugi vikend v juliju v Novi vasi nad Dragonjo organizira vsakoletni dvodnevni Praznik vina in česna.[4]